# 897 Lysistrata

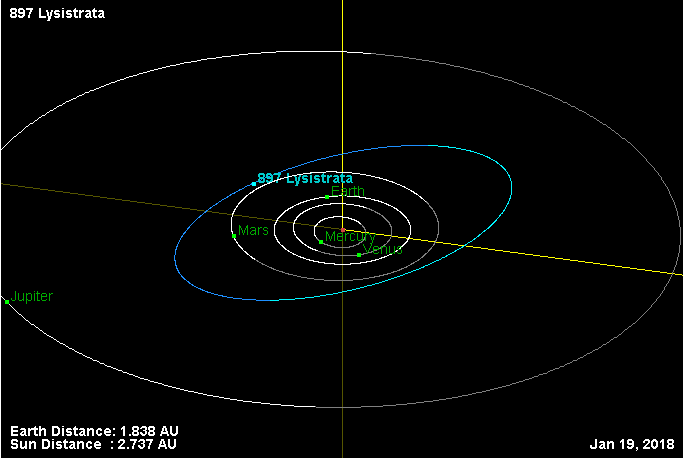
Orbita

897 Lysistrata è un asteroide della fascia principale del diametro medio di circa 21,91 km. Scoperto nel 1918, presenta un'orbita caratterizzata da un semiasse maggiore pari a 2,5421276 UA e da un'eccentricità di 0,0946650, inclinata di 14,33151° rispetto all'eclittica.
Il suo nome fa riferimento alla Lisistrata, una commedia di Aristofane.